# Onthophagus choanicus
Onthophagus choanicus là một loài bọ cánh cứng trong họ Bọ hung (Scarabaeidae).